# 嵇汝运
嵇汝运（1918年4月24日—2010年5月15日），中国药物化学家。生于上海松江。1941年毕业于国立中央大学化学系。1950年获英国伯明翰大学博士学位。中国科学院上海药物研究所研究员，曾任该所副所长。1980年当选为中国科学院学部委员(院士)。